# This Time (álbum de Thomas Anders)
This Time ("Esta Vez" ) es el octavo álbum de la carrera de Thomas Anders como solista después de su separación del dúo Modern Talking en 1987 y el primero después del segundo quiebre en 2003. Se publicaron tres sencillos: Independent Girl, King Of Love y Tonight Is The Night.
El álbum contiene 13 temas nuevos. El tema "This Time" le da el nombre al álbum.

## Créditos
- Productor: Peter Ries
- Productor Ejecutivo: Thomas Anders
- Coproductor: Thomas Anders
- Mezcla: Peter Ries en FM Production
- Diseño de Portada: Grafiksalon
- Fotos: Guido Karp/Fansunited.com
- Distribución: BMG

## Lista de canciones
| #   | Título                                                                      | Tiempo |
| --- | --------------------------------------------------------------------------- | ------ |
| 1.  | "King Of Love" (Matthias Hass, Maren Stiebert, K. Kama)                     | 3:34   |
| 2.  | "Independent Girl" (Anders Barrén, Benjamin Boyce y Jany Scheller)          | 3:40   |
| 3.  | "Tonight Is The Night" (Martin Warnke y Ralph Suda)                         | 3:43   |
| 4.  | "Live Your Dream" (Sven "Delgado" Jordan y Alex Trime)                      | 3:42   |
| 5.  | "Nothings Gonna Stop Me Now" (Martin Warnke y Ralph Suda)                   | 3:36   |
| 6.  | "Playing With Dynamite" (Ina Wolf, Martin Frainer y Petra Bonmassar)        | 3:11   |
| 7.  | "Every Little Thing" (Ina Wolf, Martin Frainer y Petra Bonmassar)           | 3:40   |
| 8.  | "World Of Stars" (Savan Kotecha, Patrik Tucker y Jock-E)                    | 3:37   |
| 9.  | "Night To Remember" (Axel Breitung, Michael Kronenberger y Steffen Harning) | 3:17   |
| 10. | "'This Time" (Fredrik Björk, Per Eklund y Tony Malm)                        | 3:22   |
| 11. | "In Your Eyes (Album Mix)" (Thomas Anders y Peter Ries)                     | 4:30   |
| 12. | "How Deep Is Your Love [2004]" (Carsten Wegener)                            | 3:31   |
| 13. | "Paradise" (Philippe Moritz)                                                | 3:59   |

- Datos: Q1946432